# Шамбадал, Михаил Абрамович
Михаил Абрамович Шамбадал (6 августа 1891, Гомель, Могилёвская губерния, Российская империя — 27 апреля 1964, Москва, СССР) — советский литератор, переводчик с идиша, журналист, фельетонист, поэт. Наибольшую известность получил как переводчик произведений Шолом-Алейхема. Также перевел роман Дер Нистера «Семья Машбер».

## Биография
Родился в 1891 году в Гомеле в семье Абрама Пейсах-Михелевича Шамбадала (относящегося к Виленскому мещанскому обществу) и Меры Нохим-Давидовны Малкиной. Начиная с 1911 публиковал сатирические рассказы в вильнюском журнале «Молодые порывы», а с 1925 года — в московских газетах под псевдонимом «Михаил Камчадал» и другими. Начиная с 1926 года работал также на радио в качестве фельетониста, а затем редактора-консультанта. В 1927 году вышли в свет его переводы произведений Шолом-Алейхема. Он переводил также Менделе Мойхер-Сфорима и других писателей (с идиша, иврита, польского, белорусского, украинского и марийского языков).
Во время Великой Отечественной войны находился в Чистополе, где работал на местной радиостанции под псевдонимом «Дед Камчадал». За это время им были опубликованы в местной печати более четырёхсот фельетонов в стихах. После войны работал в Еврейском антифашистском комитете. Печатал ряд очерков в газете «Эйникайт» и «Дер Эмес».